# Saïd Bouziri
Saïd Bouziri, né le 4 juin 1947 à Tunis et mort le 23 juin 2009 à Paris 12e, comptable de profession, est un militant des droits de l'homme qui s'est engagé dans plusieurs luttes en lien avec l'immigration.

## Biographie
Aîné d'une famille de commerçants, Saïd Bouziri se rend en France en 1966 dans le cadre de ses études. Il étudie à Lyon puis à Paris. Il rejoint un temps un groupe maoïste mais se convainc assez rapidement que les immigrés doivent conserver leur autonomie politique et donc fonder leurs propres structures. C'est ce qui le pousse, dans le contexte de la guerre des Six Jours de 1967 et de Mai 68 à participer à la fondation du Comité Palestine qui deviendra le Mouvement des travailleurs arabes en 1973. Il fonde aussi le Comité de défense de la vie et des droits des travailleurs immigrés.
En 1972, dans le cadre des circulaires Marcellin-Fontanet un arrêté d'expulsion le vise, ainsi que sa femme, en raison de ses activités militantes. Il s'engage alors dans une grève de la faim pour faire valoir ses droits qui a un grand retentissement. Il est soutenu par diverses personnalités dont Jean-Paul Sartre, Claude Mauriac et Michel Foucault. Une manifestation de soutien réunit de plus de 2 000 personnes et finit par obtenir gain de cause.
Ancré dans le quartier de la Goutte-d'Or, il y fonde un centre socio-culturel rue Stephenson et Radio Soleil Goutte-d'Or en 1981. Il participe à plusieurs mouvements de défense des sans-papiers.
Figure du mouvement beur, il participe à l'organisation de la marche pour l'égalité et contre le racisme en 1983. Il crée avec Driss El-Yazami l'association Génériques avec pour objectif de conserver l'histoire de l'immigration. Il a aussi été trésorier national de la LDH, structure au sein de laquelle il a milité pour le droit de vote des étrangers aux élections locales.

## Archives
- Inventaire du fonds d'archives Saïd Bouziri conservé à La contemporaine. Cette somme de 189 cartons permet de retracer son parcours militant.